# Pères de l'Europe
Pères fondateurs de l'Union européenne
Les « Pères de l'Europe » ou « Pères fondateurs de l'Union européenne » désigne, par analogie avec les Pères fondateurs des États-Unis d'Amérique,, un groupe historiquement défini de sept à onze personnalités politiques européennes qui ont été les premiers promoteurs, avec les traités de libre-échange créant la CECA et la CEE, de la construction européenne au XXe siècle conduisant à l'actuelle Union européenne.
Au sens le plus restreint, il s'agit de l'Allemand Konrad Adenauer, du Luxembourgeois Joseph Bech, du Néerlandais Johan Willem Beyen, de l'Italien Alcide De Gasperi, des Français Jean Monnet et Robert Schuman et du Belge Paul-Henri Spaak.
D'autres personnalités ont eu également un rôle marquant dans l'histoire de la construction européenne comme le diplomate d'origine austro-hongroise Richard Coudenhove-Kalergi, le Français Robert Marjolin, à l'origine de l'Union économique et monétaire, l'Allemand Walter Hallstein, premier président de la Commission européenne, l'Italien Altiero Spinelli, auteur du Manifeste de Ventotene pendant la guerre et inspirateur d'un projet de « traité sur l'Union européenne » en 1984, ou encore le Néerlandais Sicco Mansholt qui prôna une politique agricole commune permettant une autosuffisance alimentaire du continent.
On peut trouver d'autres précurseurs de l'idée de réunion des nations d'Europe dans un État fédéral (fédéralisme européen) comme les Français Aristide Briand et Louis Loucheur, voire Winston Churchill qui, dans son « discours à la jeunesse étudiante » à l'université de Zurich en 1946, exprima à sa manière sa vision d'une Europe unie (dont il exclut le Royaume-Uni).

## Liste
L'Union européenne considère que ses pères fondateurs sont :
| Portrait | Nom                            | Pays                 | Description |
| -------- | ------------------------------ | -------------------- | --- |
|          | Konrad Adenauer (1876-1967)    | Allemagne de l'Ouest | Premier chancelier d'Allemagne de l'Ouest, Adenauer a contribué au rétablissement des relations avec la France pendant son mandat entre 1949 et 1963. Il a joué un rôle déterminant dans la réalisation du traité de l'Élysée de 1963 et dans l'amitié entre les deux pays. |
|          | Joseph Bech (1887-1975)        | Luxembourg           | En tant que Premier ministre du Luxembourg, Bech a participé activement à la création de l'union douanière du Benelux et plus tard de la Communauté européenne du charbon et de l'acier. Il a joué un rôle important dans la préparation de la Conférence de Messine de 1955, qui a ouvert la voie à la création de la Communauté économique européenne en 1958. |
|          | Johan Willem Beyen (1897-1976) | Pays-Bas             | Ministre néerlandais des affaires étrangères et l'un des principaux architectes du marché commun européen après 1955. |
|          | Winston Churchill (1874-1965)  | Royaume-Uni          | Premier ministre britannique pendant la Seconde Guerre mondiale, Churchill a appelé à des "États-Unis d'Europe", organisés démocratiquement, pour empêcher de futures guerres en Europe. Il a été l'un des moteurs de la création du Conseil de l'Europe, précurseur de l'Union européenne. |
|          | Alcide De Gasperi (1881-1954)  | Italie               | Premier ministre italien et médiateur qualifié, impliqué dans la création du Conseil de l'Europe et dans la création de rapprochements entre d'autres États européens. |
|          | Walter Hallstein (1901-1982)   | Allemagne de l'Ouest | Universitaire et diplomate allemand qui a servi comme premier président de la Commission européenne de la Communauté économique, et a joué un rôle notable dans la création du marché commun européen. |
|          | Sicco Mansholt (1908-1995)     | Pays-Bas             | Agriculteur et membre de la Résistance hollandaise pendant la Seconde Guerre mondiale où il a été témoin de la famine néerlandaise de 1944, les idées de Mansholt sur la nécessité de l'autosuffisance alimentaire européenne ont formé la base de la politique agricole commune. Ministre néerlandais de l'Agriculture, de la Pêche et de l'Approvisionnement alimentaire de 1945 à 1958, il est vice-président de la Commission européenne en tant que commissaire européen chargé de l'Agriculture de 1958 à 1972. Il est le 4e président de la Commission européenne du 22 mars 1972 au 5 janvier 1973.                 |
|          | Jean Monnet (1888-1979)        | France               | Conseiller politique et économique, commissaire général au Plan, Monnet a contribué à la déclaration Schuman de 1950, au rapprochement franco-allemand après la Seconde Guerre mondiale et à la création de la Communauté européenne du charbon et de l'acier dont il fut le premier président de la Haute Autorité, et a aussi promu la coopération industrielle internationale. |
|          | Robert Schuman (1886-1963)     | France               | Le 16 juin 1940, il est confirmé à son poste de sous-secrétaire d'État et fait ainsi partie du premier gouvernement Pétain. Président du Conseil des ministres français de 1947 à 1948, Schuman, en tant que ministre français des Affaires étrangères entre 1948 et 1952, est responsable de la déclaration du 9 mai 1950 (avec Jean Monnet) qui accepta de placer la production de charbon et d'acier de la France et de l'Allemagne sous une seule autorité internationale, dans le cadre de la Communauté européenne du charbon et de l'acier. Il est président de l'Assemblée parlementaire européenne de 1958 à 1960. |
|          | Paul-Henri Spaak (1899-1972)   | Belgique             | Premier ministre belge impliqué dans la négociation de l'union douanière du Benelux en 1944 et nommé plus tard à des postes de direction aux Nations unies, à l'OTAN, au Conseil de l'Europe et à la Communauté européenne du charbon et de l'acier dans les années 1950 et 1960. Il a joué un rôle important dans la création du traité de Rome de 1957 qui a conduit à la fondation de la Communauté économique européenne. |
|          | Altiero Spinelli (1907-1986)   | Italie               | Politicien de gauche progressiste et fédéraliste européen convaincu, Spinelli a été impliqué dans la résistance italienne pendant la Seconde Guerre mondiale et a joué un rôle déterminant dans le Manifeste de Ventotene en 1941. Il est resté un fédéraliste influent et a été l'auteur du plan Spinelli de 1984, amorçant un processus qui aboutirait au traité de Maastricht et à la création de l'Union européenne. |

D'autres sources sont plus restreintes,.

## Les motifs de l'engagement européen
L'engagement des « Pères de l'Europe » au début des années 1950 est motivé par leur convergence autour d'un certain nombre d'objectifs communs et de valeurs partagées qui n'allaient pas nécessairement de soi au lendemain de la Seconde Guerre mondiale.

### Une volonté commune de réconciliation des Européens

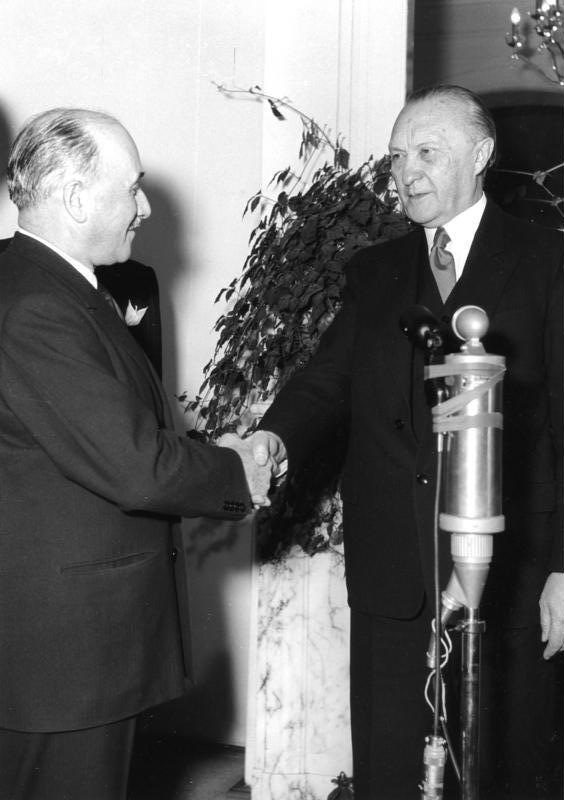
Jean Monnet et Konrad Adenauer à Bonn.

Les Pères de l'Europe partagent une même volonté de pacification de l'Europe non pas par l'équilibre des puissances, comme après le Congrès de Vienne de 1815, mais par la réconciliation des nations européennes.
Nombre d'entre eux ont grandi à proximité de frontières, parfois mouvantes, comme Robert Schuman, né Allemand à Luxembourg qui devient Français après le rattachement de la Moselle à la France, ou Alcide De Gasperi, qui commence sa carrière politique au parlement autrichien d'Innsbruck pour la terminer comme président du Conseil des ministres italien. Joseph Bech, Paul-Henri Spaak et Johan Willem Beyen dirigent les pays du Benelux, une union douanière constituée pour repousser les frontières trop étroites de ses membres. Enfin, Konrad Adenauer est originaire de Cologne, la grande ville la plus à l'ouest d'Allemagne, proche de la Sarre et de la Ruhr, des régions qui furent sujet de disputes entre les pays d'Europe au lendemain des deux conflits mondiaux.

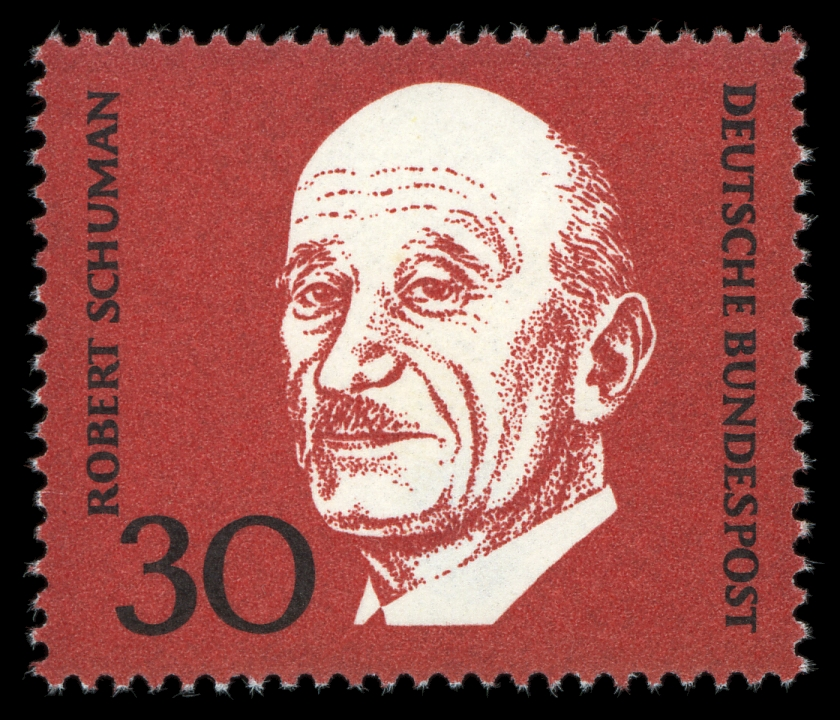
Robert Schuman.

Certains d'entre eux ont subi et combattu les régimes fasciste, soviétique ou national socialiste, ce dernier ayant été le promoteur d'une Europe politique des régions, qui se place dans la tradition de l'ancien Empire germanique. Ainsi, l'Italien Alcide De Gasperi est arrêté en 1927 pour son opposition à Mussolini et emprisonné 18 mois puis se réfugie 14 ans au Vatican, sort que subissent également l'Allemand Konrad Adenauer en 1934 et 1944 et le Français Robert Schuman en 1940. Le Luxembourgeois Joseph Bech est contraint à l'exil avec son gouvernement, de même que le Néerlandais Johan Willem Beyen qui prend la route de l'exil en 1940 à la suite de ses relations conflictuelles avec l'administration nazie lorsqu'il exerce la fonction de directeur d'Unilever. Il en est de même pour le Belge Paul-Henri Spaak qui part avec le gouvernement du premier ministre Hubert Pierlot (qui sera le signataire, en pleine guerre du traité du Benelux, cette première ébauche de l'Europe unie entre les gouvernements libres de Belgique, des Pays-Bas et du Luxembourg).

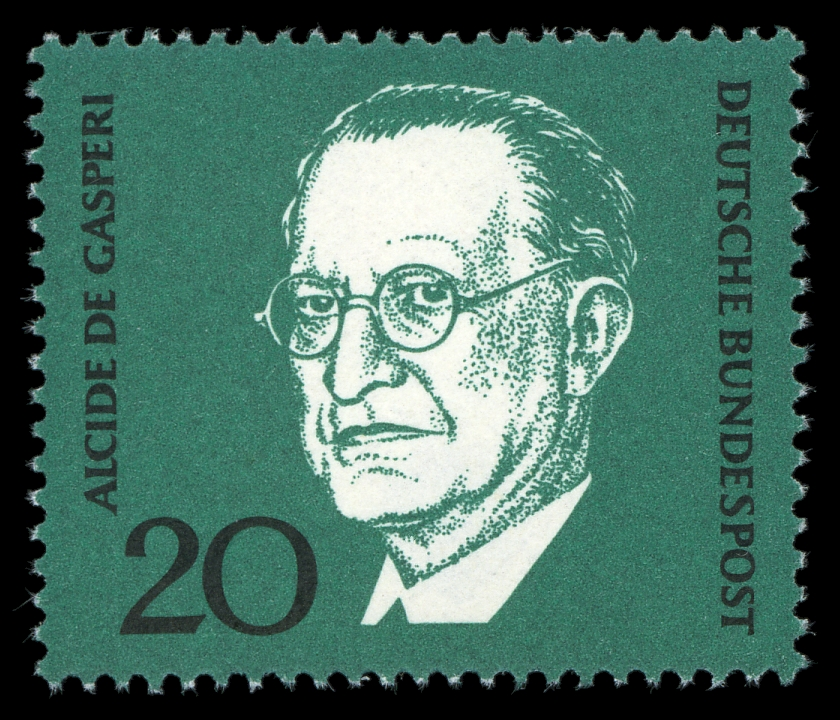
Alcide De Gasperi.

De cette période de guerre, les Pères de l'Europe retirent une conviction : la paix passera par la réconciliation des peuples. Dès 1946, Konrad Adenauer, dans une Allemagne défaite, sans État, toujours divisée en zones d'occupation, pense la place du peuple allemand dans l'Europe nouvelle : « L'Europe ne sera possible que si une communauté des peuples européens est rétablie, dans laquelle chaque peuple fournit sa contribution irremplaçable, insubstituable à l'économie et à la culture européennes, à la pensée, la poésie, la créativité occidentales ».
Cette même idée que l'unité des Européens est une nécessité pour le maintien durable de la paix est au cœur de l'acte fondateur de la construction européenne, la Déclaration du 9 mai 1950 : « La contribution qu'une Europe organisée et vivante peut apporter à la civilisation est indispensable au maintien des relations pacifiques ».
Alcide De Gasperi, faisant face aux sénateurs communistes italiens, opposés au projet, l'énonce encore : « La raison [de ce projet] est le besoin de trouver une façon d'arrêter la menace d'un retour du militarisme allemand et corriger l'erreur faite à l'époque de Poincaré quand on pensait qu'occuper la Ruhr était la solution ».
Enfin, en 1952, quelques semaines après la mise en place des institutions de la CECA, Jean Monnet explique à la presse américaine : « Aussi longtemps que l'Europe restera morcelée, elle restera faible, et sera une source constante de conflits. […] Avec le plan Schuman et avec l'armée européenne, nous avons posé les fondations sur lesquelles nous pourrons construire les États-Unis d'Europe, libres, vigoureux, pacifiques et prospères ».

### Une Europe unie sera une Europe prospère
Dès l'entre-deux-guerres, l'idée d'une union économique de l'Europe est avancée, notamment par les milieux industriels. Créer une union douanière européenne serait pour les industries une manière d'obtenir de nouveaux débouchés, permettant de produire en plus grande quantité et donc à moindre coût (économies d'échelles). La solution envisagée est l'organisation de cartels internationaux sectoriels, comme l'Entente internationale de l'Acier, créée en 1926. L'idée d'union douanière est portée en particulier par la Belgique, le Luxembourg et les Pays-Bas, qui ont déjà mis en place ce type d'organisation entre eux : l'Union économique belgo-luxembourgeoise (UEBL), créée en 1921 entre la Belgique et le Grand-duché, avec levée des frontières et parité des monnaies, et le Benelux. Cette union douanière entre l'Union économique belgo-luxembourgeoise et les Pays-Bas avait été négociée pendant la guerre par les gouvernements en exil à Londres. Les principaux négociateurs belges étaient Paul-Henri Spaak, ministre des Affaires étrangères, et Camille Gutt, ministre des finances. La convention créant le Benelux est signée le 5 septembre 1944, avant la fin de la Seconde Guerre mondiale, et alors que des parties des territoires des signataires ne sont pas encore libérées de l'occupation allemande.
L'expérience de Joseph Bech en particulier sera précieuse lors des négociations du traité de Paris en 1951 puis des traités de Rome en 1957. Ayant dû, lors de son premier mandat de chef du gouvernement, en 1925, gérer les conflits causés par les dysfonctionnements techniques de l'UEBL, il envoie pour négocier les traités des délégations composées de praticiens et d'industriels autant que de diplomates ; les négociations ne perdent pas de vue le besoin essentiel des entreprises : élargir les marchés à la fois pour l'écoulement des marchandises et l'approvisionnement en matières premières.
Le diagnostic reste le même après le second conflit mondial : le protectionnisme est vu comme le responsable des rivalités économiques et comme l'un des facteurs de la marche vers la guerre. « Nous avons acquis, par la démonstration des faits, que les nations, loin de pouvoir se suffire à elles-mêmes, sont solidaires les unes des autres ; que le meilleur moyen de servir son pays est de lui assurer le concours des autres par la réciprocité des efforts et par la mise en commun des ressources ». Ainsi, si la rivalité pour les ressources économiques, notamment dans les bassins industriels du nord de la France et de la Ruhr, a mené à l'affrontement d'abord diplomatique puis militaire, leur mise en commun mènera à la coopération, d'abord industrielle, puis politique.
Enfin, le choix du marché commun en Europe de l'Ouest est presque concomitant avec l'instauration en Europe de l'Est du modèle d'économie planifiée, sous l'empire de l'Union soviétique, symbolisée par la création en 1949 du Conseil d'assistance économique mutuelle (CAEM, ou COMECON). Ce modèle d'économie centralisée et planifiée agit sur les gouvernements occidentaux comme un repoussoir au moment de réorganiser les économies, et le protectionnisme n'étant plus une option, le libre-échange apparaît comme le seul modèle économique viable.

## Des Pères fondateurs unis par une tendance politique dominante: la démocratie chrétienne
Les partis démocrates chrétiens dans les différents pays d'Europe ont joué un rôle majeur dans la fondation de l'Europe unie. Issue de l'universalisme chrétien, l'idée d'unification, en particulier celle de l'Europe, traverse toutes leurs conceptions concernant la politique extérieure. La démocratie chrétienne invite au dépassement du fait national avec l'objectif d'éliminer les conflits engendrés par leurs divisions. Dès l'entre-deux-guerres, des initiatives de coopération sont lancées entre les formations démocrates chrétiennes des pays d'Europe, comme le Secrétariat international des partis démocratiques d'inspiration chrétienne (SIPDIC). Dans les années 1945-1950, la démocratie chrétienne joue un rôle majeur car elle apporte une réponse à deux menaces : celle de la guerre, dont le souvenir est encore douloureux, en répondant notamment à la question allemande ; et celle du communisme, se posant en alternative à l'internationalisme socialiste. Au début des années 1950, ces atouts font des partis démocrates chrétiens des forces politiques majeures dans les systèmes politiques des six États adhérant à la CECA.
Cette puissance politique est ce qui a donné aux fondateurs les moyens d'agir : « les pères fondateurs […] sont les véritables metteurs en scène de l'unité européenne sur la scène publique parce qu'ils ont pu accéder au cercle magique du pouvoir qui leur a donné la force de transformer la vie politique ». On peut dire que le succès de la proposition de Robert Schuman, membre du MRP, le 9 mai 1950, alors que celle d'Aristide Briand avait échoué en 1929, tient aussi au fait qu'il a adressé cette proposition à des responsables qui, comme lui, se réclamait de la démocratie chrétienne, notamment Konrad Adenauer, chef de file de la CDU et Alcide De Gasperi, fondateur de la Démocratie chrétienne italienne.
Au-delà de la seule intégration économique, Adenauer, De Gasperi et Schuman partageaient une vision fédérale de l'Europe, de même que leurs partis. La démocratie chrétienne fut ainsi la première force politique à se doter d'un groupe parlementaire uni au sein de l'Assemblée de la CECA, manifestant ainsi l'importance qu'elle accordait aux institutions supranationales. Le projet de Communauté européenne de défense est une occasion pour les dirigeants démocrates-chrétiens d'avancer leur projet d'intégration politique. Ainsi De Gasperi défendit-il, le 10 décembre 1951, un programme d'unification politique fédéraliste, devant l'Assemblée parlementaire du Conseil de l'Europe, pourtant présidée par un social-démocrate, le Belge Paul-Henri Spaak. Ce programme fut soutenu par Adenauer et Schuman, mais fut rejeté par les Premiers ministres belge Paul van Zeeland et français Georges Bidault.
« L'enterrement de la CPE et l'échec de la CED peuvent apparaître comme une défaite de la démocratie chrétienne à laquelle ces Communautés s'identifient plus que les autres réalisations des années 1950 ». Les dirigeants démocrates-chrétiens seront cependant les principaux acteurs de la relance de la construction européenne lors de la conférence de Messine de 1955, qui aboutira à la signature des traités de Rome du 25 mars 1957 et à la création de la Communauté économique européenne (CEE) et de la Communauté européenne de l'énergie atomique (CEEA ou EURATOM).

## Conclusion
Nombreux sont les facteurs qui ont amené les Pères de l'Europe à se retrouver dans la proposition de Robert Schuman le 9 mai 1950. Tous partagent une même expérience des guerres, des effets négatifs et pervers du protectionnisme et de la politique d'affaiblissement de l'Allemagne portée par le Traité de Versailles de 1919. Tous partagent aussi une même vision du chemin à suivre pour que l'Europe renoue avec la prospérité, et une orientation politique proche, chez chacun d'entre eux, des idéaux universalistes de la démocratie chrétienne. Ces expériences communes ont implanté chez ces hommes d’État la vision d'une Europe unifiée par l'économie vecteur de paix, organisée par la coopération entre les États et les peuples et un jour achevée par l'unité politique.

### Lectures approfondies
- Patrick Boucheron, Les Pères de l’Europe. Po&sie 160-161 (2017), p. 75-79. https://doi.org/10.3917/poesi.160.0075
- Pierre Gerbet (dir.), Gérard Bossuat et Thierry Grosbois, Dictionnaire historique de l'Europe unie, Paris, André Versaille Éditeur, 2009.
- Sylvain Schirmann (dir.), Robert Schuman et les Pères de l'Europe - Cultures politiques et années de formation, Publications de la Maison de Robert Schuman Vol. 1, Bruxelles, Frankfurt am Main, PIE Peter Lang, 2008.  (ISBN 978-90-5201-423-4).
- Yves Bertoncini, Thierry Chopin, Anne Dulphy, Sylvain Kahn et Christine Manigand (dir.), Dictionnaire critique de l'Union européenne, Paris, Armand Colin, 2008.
- Christophe Réveillard, Sur quelques mythes de l'Europe communautaire, François-Xavier de Guibert, Paris, 1998.
- Jean-Dominique Durand, L'Europe de la démocratie chrétienne, Bruxelles, Complexe, 1995.